# Equip de les Estrelles Mastercard
L'Equip de les Estrelles Mastercard o Mastercard All-Star Team, és una selecció dels 23 millors jugadors de cada edició de la Copa del Món de futbol. Aquestos són escollits per un grup d'estudi tècnic de la FIFA. En un principi, el nombre de jugadors eren 11. En 1994 es va augmentar a 16 i en 2006 a 23.
| Copa del Món          | Porters                               | Defenses                                                                                                | Centrecampistes                                                                                          | Davanters                                                                      |
| --------------------- | ------------------------------------- | --- | --- | ------------------------------------------------------------------------------ |
| Uruguai 1930          | Enrique Ballesteros                   | José Nasazzi Milutin Ivković                                                                            | Luis Monti Alvaro Gestido José Andrade                                                                   | Pedro Cea Héctor Castro Héctor Scarone Guillermo Stabile Bert Patenaude        |
| Itàlia 1934           | Ricard Zamora                         | Jacinto Quincoces Eraldo Monzeglio                                                                      | Luis Monti Attilio Ferraris Leonardo Cilaurren                                                           | Giuseppe Meazza Raimundo Orsi Enrique Guaita Matthias Sindelar Oldrich Nejedly |
| França 1938           | Frantisek Planicka                    | Pietro Rava Alfredo Foni Domingos da Guia                                                               | Michele Andreolo Ugo Locatelli                                                                           | Silvio Piola Gino Colaussi György Sárosi Gyula Zsengellér Leônidas             |
| Brasil 1950           | Roque Máspoli                         | Erik Nilsson Josep Parra Víctor Rodríguez Andrade                                                       | Obdulio Varela José Carlos Bauer                                                                         | Alcides Ghiggia Zizinho Ademir Jair Juan Alberto Schiaffino                    |
| Suïssa 1954           | Gyula Grosics                         | Ernst Ocwirk Djalma Santos José Santamaría                                                              | Fritz Walter József Bozsik                                                                               | Helmut Rahn Nándor Hidegkuti Ferenc Puskás Sándor Kocsis Zoltan Czibor         |
| Suècia 1958           | Lev Iaixin                            | Djalma Santos Bellini Nílton Santos                                                                     | Danny Blanchflower Didi                                                                                  | Pelé Garrincha Just Fontaine Raymond Kopa Gunnar Gren                          |
| Xile 1962             | Viliam Schrojf                        | Djalma Santos Cesare Maldini Valeriy Voronin Karl-Heinz Schnellinger                                    | Zagallo Zito Josef Masopust                                                                              | Vavá Garrincha Leonel Sanchez                                                  |
| Anglaterra 1966       | Gordon Banks                          | George Cohen Bobby Moore Vicente Silvio Marzolini                                                       | Franz Beckenbauer Coluna Bobby Charlton                                                                  | Florian Albert Uwe Seeler Eusébio                                              |
| Mèxic1970             | Ladislao Mazurkiewicz                 | Carlos Alberto Atilio Ancheta Franz Beckenbauer Giacinto Facchetti                                      | Gérson Roberto Rivellino Bobby Charlton                                                                  | Pelé Gerd Müller Jairzinho                                                     |
| Alemanya Federal 1974 | Sepp Maier                            | Berti Vogts Ruud Krol Franz Beckenbauer Paul Breitner                                                   | Wolfgang Overath Kazimierz Deyna Johan Neeskens                                                          | Rob Rensenbrink Johan Cruijff Grzegorz Lato                                    |
| Argentina 1978        | Ubaldo Fillol                         | Berti Vogts Ruud Krol Daniel Passarella Alberto Tarantini                                               | Dirceu Teofilo Cubillas Rob Rensenbrink                                                                  | Roberto Bettega Daniel Bertoni Mario Kempes                                    |
| Espanya 1982          | Dino Zoff                             | Claudio Gentile Luizinho Fulvio Collovati Júnior                                                        | Zbigniew Boniek Falcão Michel Platini Zico                                                               | Paolo Rossi Karl-Heinz Rummenigge                                              |
| Mèxic 1986            | Harald Schumacher                     | Josimar Manuel Amoros Maxime Bossis                                                                     | Jan Ceulemans Felix Magath Michel Platini Diego Maradona                                                 | Preben Elkjaer-Larsen Emilio Butragueño Gary Lineker                           |
| Itàlia 1990           | Sergio Goycochea                      | Andreas Brehme Paolo Maldini Franco Baresi                                                              | Diego Maradona Lothar Matthäus Roberto Donadoni Paul Gascoigne                                           | Salvatore Schillaci Roger Milla Tomas Skuhravy                                 |
| Estats Units 1994     | Michel Preud'homme                    | Jorginho Márcio Santos Paolo Maldini                                                                    | Dunga Krasimir Balakov Gheorghe Hagi Tomas Brolin                                                        | Romário Hristo Stoítxkov Roberto Baggio                                        |
| França 1998           | Fabien Barthez José Luis Chilavert    | Roberto Carlos Marcel Desailly Lilian Thuram Frank de Boer Carlos Gamarra                               | Dunga Rivaldo Michael Laudrup Zinédine Zidane Edgar Davids                                               | Ronaldo Davor Šuker Brian Laudrup Dennis Bergkamp                              |
| Corea-Japó 2002       | Oliver Kahn Rüştü Reçber              | Roberto Carlos Sol Campbell Fernando Hierro Hong Myung-Bo Alpay Özalan                                  | Rivaldo Ronaldinho Michael Ballack Claudio Reyna Yoo Sang-Chul                                           | Ronaldo Miroslav Klose El Hadji Diouf Hasan Şaş                                |
| Alemanya 2006         | Gianluigi Buffon Jens Lehmann Ricardo | Roberto Ayala John Terry Lilian Thuram Philipp Lahm Fabio Cannavaro Gianluca Zambrotta Ricardo Carvalho | Zé Roberto Patrick Vieira Zinédine Zidane Michael Ballack Andrea Pirlo Gennaro Gattuso Luís Figo Maniche | Hernán Crespo Thierry Henry Miroslav Klose Francesco Totti Luca Toni           |
| Sud-àfrica 2010       | Iker Casillas                         | Sergio Ramos Carles Puyol Maicon Philipp Lahm                                                           | Andrés Iniesta Xavi Hernàndez B. Schweinsteiger Wesley Sneijder                                          | Diego Forlán David Villa                                                       |

Només un jugador ha sigut nominat en tres "equips de les estrelles":
- Franz Beckenbauer ( Alemanya Federal) el 1966, 1970 i 1974.

Altres 18 jugadors han sigut nominats dues vegades: 
- Luis Monti (1930 amb  Argentina i 1934 amb  Itàlia)
- Garrincha i Djalma Santos (1958 i 1962)
- Pelé (1958 i 1970)
- Bobby Charlton (1966 i 1970)
- Berti Vogts (1974 i 1978)
- Michel Platini (1982 i 1986)
- Diego Maradona (1986 i 1990)
- Paolo Maldini (1990 i 1994)
- Dunga (1994 i 1998)
- Roberto Carlos, Rivaldo i Ronaldo (1998 i 2002)
- Lilian Thuram i Zinédine Zidane (1998 i 2006)
- Michael Ballack i Miroslav Klose (2002 i 2006).
- Philipp Lahm (2006 i 2010).